# Hamer (popolo)
Gli Hamer (talvolta scritto Hamar) sono un popolo omotico che vive nella valle dell'Omo nell'Etiopia sudoccidentale. Essi svolgono principalmente attività di allevamento, motivo per cui al bestiame è assegnato un ruolo centrale nelle loro cultura.

## Demografia
Il censimento nazionale del 2007 ha contato 46 532 individui di etnia hamer, la cui maggioranza (il 99,13%) viveva nella regione delle Nazioni, Nazionalità e Popoli del Sud.